# Uwe Kemmling
Uwe Kemmling (* 1. November 1960) ist ein ehemaliger deutscher Fußballschiedsrichter.

## Karriere
Sein erstes Spiel in der 1. Bundesliga pfiff der Mann aus Burgwedel im Oktober 1995. Es folgten weitere 114 Erstliga-Einsätze, 45 Zweitliga-Spiele und 7 Einsätze im DFB-Pokal. Auch leitete er Ligapokal-Spiele, Partien in der Regionalliga sowie ein Relegationsspiel zur zweiten Liga. 
Kemmling wurde berühmt, als er beim Bundesligaspiel zwischen dem FC Schalke 04 und dem 1. FC Köln am 29. April 1998 am 27. Spieltag der Fußball-Bundesliga-Saison 1997/1998 beim Stand von 0:0 ein eindeutiges Handspiel des Schalkers Oliver Held im eigenen Strafraum nicht als solches wertete. Er befragte Held; dieser leugnete, den Ball mit der Hand gespielt zu haben. Köln verlor das Spiel mit 0:1 und stieg am Ende der Saison in die Zweite Liga ab.

## Privates
Kemmling ist gelernter Verwaltungsangestellter. Er ist geschieden und hat zwei Kinder. 